# ويليام دوغلاس يونغ
ويليام دوغلاس يونغ (بالإنجليزية: William Douglas Young)‏ هو قاضي دومينيكاوي، ولد في 27 يناير 1859، وتوفي في 7 مارس 1943.